# Герб Республіки Дубровник
Герб Республіки Дубровник — символ Республіки Дубровник. Протягом історії Республіка Дубровник мала більше емблем, але на думку істориків, які займаються цим питанням, найдовше вона використовувала герб на основі символу Королівства Угорщини.

## Історія герба Дубровницької республіки
Використання гербів під час візантійського володарювання, яка тривала до 1205 року, не досліджвалося. Проте в Дубровнику були різні форми Верховних органів влади і у 1171 році жителі Дубровника захищали себе від венеційців під імператорськими прапором. З приходом венеційського правління, яке тривало з 1205 по 1358 р., використовувавмя крилатий лев, який був символом святого покровителя Венеції. З кінцем венеційської влади всі символи Венеційської Республіки зникли. У Дубровнику лишилася лише одна кам'яна плита з рельєфним втіленням Венеційського крилатого лева, що збереглася на стіні колишнього монастиря Святого Марії.

### Герб із червоно-білими балками

Герб Людовика I Анжуйського

Після того як Венеція за Задарським миром відмовилася від усіх володінь від Кварнеру до Дурреса на користь хорватсько-угорського короля Людовіка I, венеційський принц назавжди залишив Дубровник. Жителі Дубровника, прийнявши верховну королівську владу, за Вишеградським договором зобов'язалися використовувати його прапор або герб, який включав червоні та білі смуги.
У 1359 році влада Дубровника замовила у Венеції прапори з угорським гербом, а в 1362 році — прапори із зображенням святого Влаха. За деякими джерелами, використання угорського герба залежало від зовнішньополітичних обставин, отже, у зв'язку з цим командири кораблів не мали жодних інших гербів, крім герба муніципалітету Дубровник із зображенням святого Власія та герба Угорського королівства.
У Дубровнику угорський герб Арпадовича з червоно-білими смугами загальновизнаний як герб республіки, і як такий старожили Дубровника зберегли його навіть після припинення державних зв'язків з Угорським королівством. Хоча декларативно він визнавався знаком підпорядкування угорському королю, герб із червоними та срібними променями був прийнятий як знак суверенітету Дубровницької республіки. Але на відміну від угорського герба, який починається з червоної смуги вгорі, герб Дубровника з часом змінився так, що він починається з білої смуги, і ця версія переважала.

Герб угорської династії Арпадів

Один з рідкісних, ймовірно, єдиних письмових слідів із коротким описом герба Республіки Дубровник з'являється в книзі Copioso ristretto degli annali di Rausa Dubrovnik Якова Лукарича (Di Giacomo Di Pietro Luccari), надрукований у Венеції в 1605 році. На сторінці 155, описуючи виборчий процес Республіки Дубровник, Лукарич згадує урни для голосування з гербом Республіки з чотирма білими смугами на червоному щиті.
Цей герб зберігався до падіння республіки.

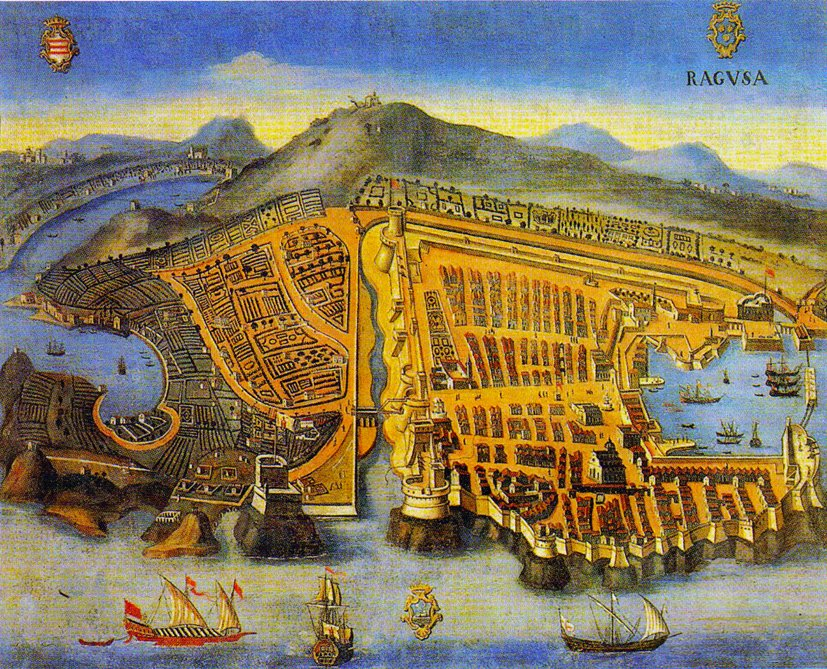
Зображення панорами Дубровника початку XVII століття з гербом Республіки у верхньому лівому куті

Сьогодні в Дубровнику можна знайти численні картини з цим гербом:
- Княжий палац, картина Святого Блеза з XV століття, у нижньому правому куті є герб із червоними та білими смугами;
- Княжий палац, Картина з пам'ятником Владиславу Буччи з XVІІ ст., біля пам'ятника герб із біло-червоними променями;
- Княжий палац, Зображення панорами Дубровника початку XVІІ століття, до великого землетрусу, у верхньому лівому куті герб із біло-червоними променями;
- Pavao Riter Vitezović, Stematographia sive armorum illiricorum delineatio, descriptio et restitutio (Відень, 1701), на титульній сторінці герб із чотирма червоними та трьома срібними смугами;
- Antonio Primi, La legga dell' honesta e del valore (Venetia 1703), на обкладинці є герб із білими та чорними смугами, але оскільки книга не надрукована в кольорі, легко зробити висновок, що темні смуги представляють червоний колір, а світлові смуги представляють білий;
- Matija Alberti, Office of B. Marie D. (Venetia 1617), на обкладинці є герб із білими та чорними смугами, але оскільки книга не надрукована в кольорі, легко зробити висновок, що темні смуги представляють червоний колір, а світлові смуги представляють білий;
- Stjepan Gradić, Peripateticae philosophiae pronunciata, на обкладинці є герб із білими та чорними смугами, але оскільки книга не надрукована в кольорі, легко зробити висновок, що темні смуги представляють червоний колір, а світлі — білий;
- Вхідні двері палацу Спонза, герб республіки з біло-червоними променями був намальований на дверях у XVІІ століття;
- Документ Бартоломео Лодовіка Гільйоне, консула Республіки Дубровник у Лондоні, від 1790 року про призначення кап. Ковачевич як перший лейтенант міліції. Форма гербів виглядає майже ідентично нинішньому гербу міста Дубровник, але з синьо-червоними смугами[8].

Герб Дубровницької республіки початку XVIII століття (недубровницьке джерело).

Хоча форма герба, а іноді й колір, змінювалися з часом, загальна думка полягає в тому, що впродовж історії найбільш поширеними були білий і червоний кольори балок у щиті герба. Сьогодні ці кольори використовуються на гербі міста Дубровник.

### Герб із синьо-червоними смугами

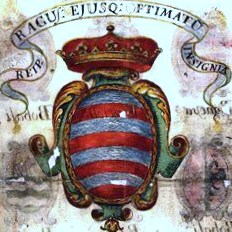
Герб із копії Дубровницьких кодексів 1746 р., за якими було проведено відновлення герба.

Герби інших кольорів смуг, переважно синього та червоного, зустрічаються в кількох історичних документах, але деякі історики вважають, що для створення цих гербів автори використовували трафарети та кустарні техніки, і що кольори змінювалися відповідно до авторської інтерпретації.
У Державному архіві в Дубровнику зберігається карта Республіки, зроблена Михайлом Пешичем у 1747 році. У нижній частині карти видно герб із біло-червоними балками, білі балки перемежовуються хвилястими синіми смугами. Через зміну кольорової інтерпретації герба Дубровника білий колір замінено синім, тому на деяких гербах XVIII ст. можна побачити блакитні смуги, заповнені хвилястими лініями, які в другій половині XVII ст., стають зовсім синіми.
Одним із найцікавіших гербів Дубровника є герб Іво Сарака, який можна побачити в книзі копій Дубровницьких кодексів, складеній, ймовірно, у 1746 році. На кількох сторінках стенограми намальовані герби дубровницьких знатних родин, а вгорі — герб Республіки. У тому гербі були сині й червоні смуги, але сині перемежовувалися світлішими й темнішими хвилястими лініями. За словами Віто Галзінскі, таким чином він хотів відчути срібне покриття. Цей рукопис, який на той час знаходився в палаці Спонза, використовувався за часів республіки для видачі дворянських свідоцтв і послужив шаблоном для відновлення пошкодженого герба. Під час реставрації, яка була завершена в 1956 році в Спліті, затемнені срібні балки були пофарбовані в синій колір. У той час не було серйозних досліджень історії герба і поширеною була думка, що кольори герба були синьо-червоними. Цей відновлений герб зараз знаходиться в Княжому палаці.

## Галерея

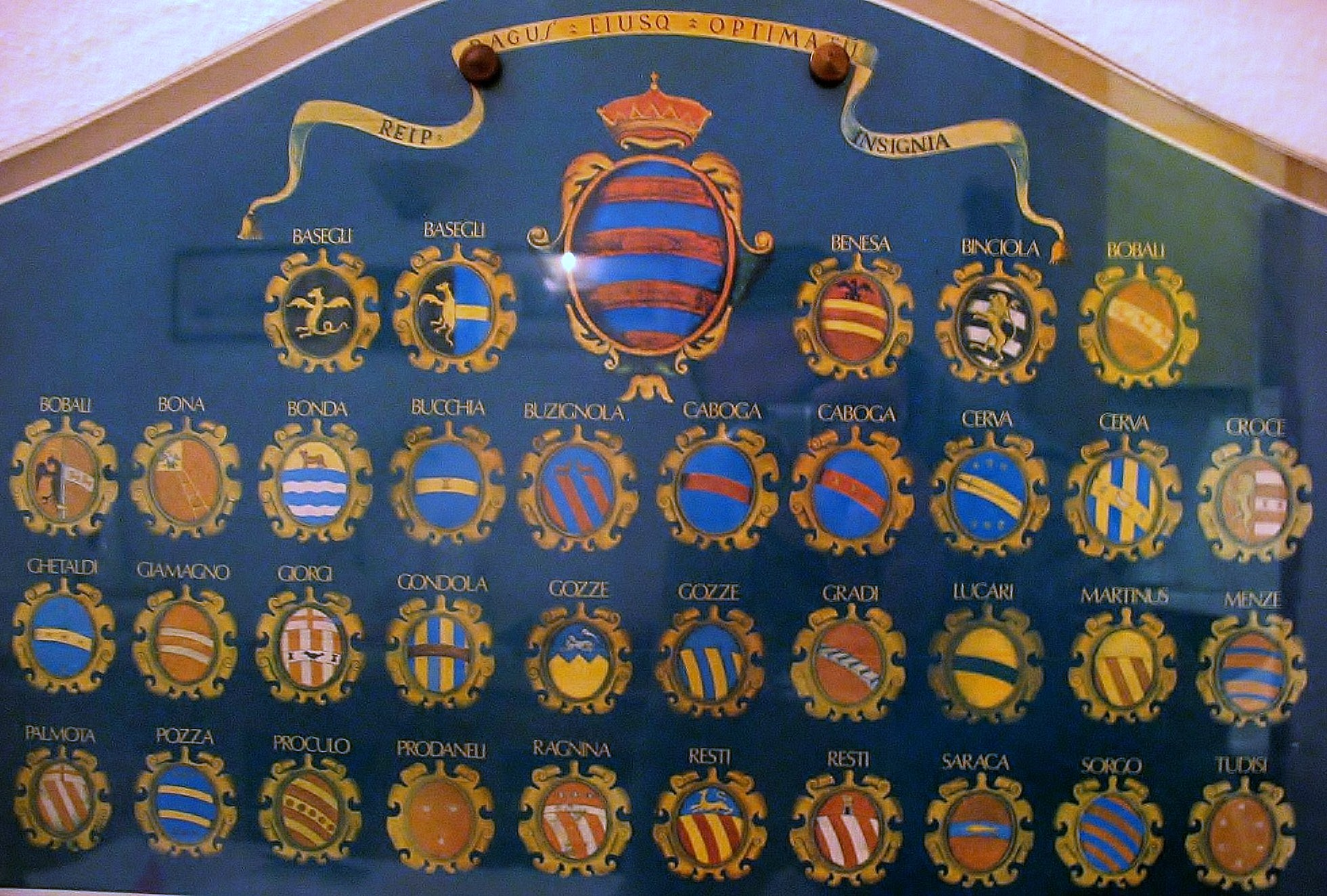
Герби Республіки та правителів Дубровника - Іво Сарака
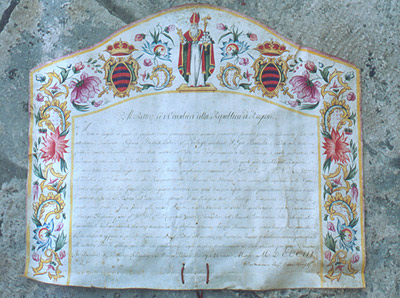
Герб із синьо-червоними смугами з державних патентів
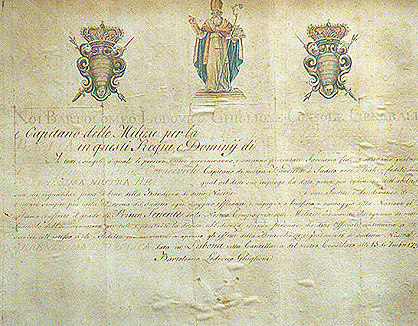
Герб із синьо-червоними смугами з консульського диплому (згаданий документ Бартоломео Лодовіко Гільйоне)

## Схожі статті
- Прапор Республіки Дубровник